# Institut coréen d'astronomie et de science spatiale
L'Institut coréen d'astronomie et de science spatiale (en coréen 한국천문연구원) (en anglais : Korea Astronomy and Space Science Institute) (KASI), est l'agence de l'astronomie et des sciences spatiales de la Corée du Sud. Son siège social est situé à Daejeon, à Daedeok Innopolis. Le KASI est intégré le 27 mai 2024 à la nouvelle agence spatiale sud-coréenne, la KASA.